# Santbech (cràter)

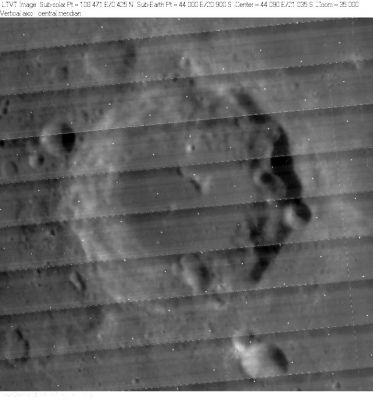
Fotografia de la missió Lunar Orbiter 4

Santbech és un cràter d'impacte lunar situat al sud-est de la Mare Nectaris. Es troba al sud-sud-oest del prominent cràter Colom. Al voltant d'un diàmetre de distància cap a l'est-nord-est es troba el més petit Monge.

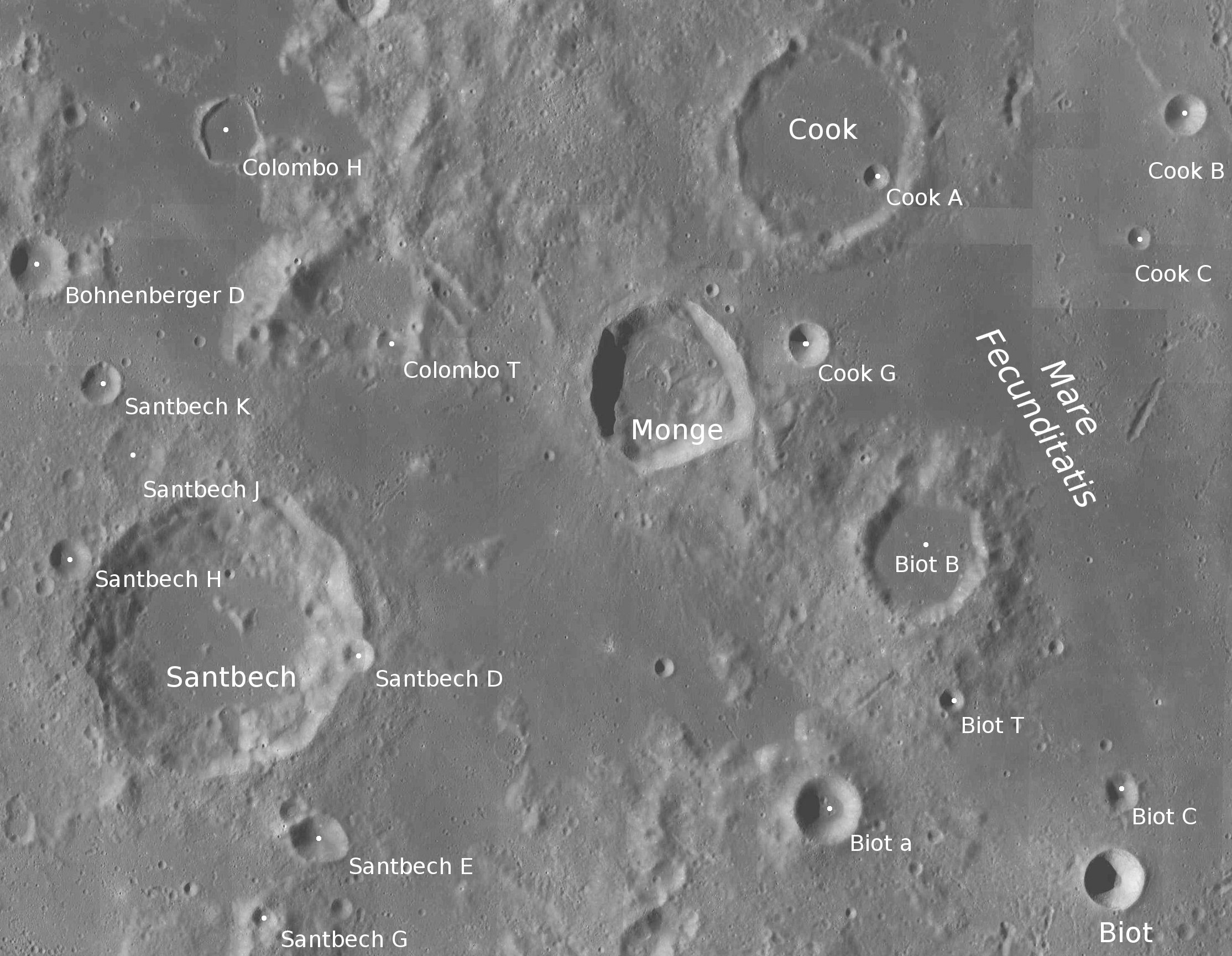
Entorn de Santbech (situat en el quadrant inferir esquerre de la imatge). Fotografia LRO.

El terreny al voltant del cràter, encara que accidentat en alguns llocs, ha estat inundat per la lava, per la qual cosa la seva albedo és baixa i presenta una superfície relativament plana. La vora externa d'aquest cràter sobresurt per sobre del terreny circumdant, presentant rampes exteriors irregulars. El perímetre de la vora és una mica irregular, i apareix alterat en diverses ubicacions per impactes posteriors. Presenta petits cràters en la vora oriental i nord-oest, i en la formació asimètrica en la paret interior del sud. La vora nord és desigual, amb una marca diagonal en forma de gúbia que discorre cap al sud-est. Gran part del sòl interior es troba a nivell i manca de trets distintius, amb un petit pic central desplaçat cap al nord-nord-est del punt central.
Pertany al període Pre-Ímbric, de fa entre 45500 i 3850 milions d'anys.
Va ser anomenat en honor del matemàtic i astrònom holandès del segle xvi Daniel Santbech Noviomagus.

## Cràters satèl·lit
Per convenció aquests elements són identificats en els mapes lunars posant la lletra en el costat del punt central del cràter que està més proper a Santbech.

|          | \| Santbech \| Coordenades \| Diàmetre \| \| -------- \| ------------------------------------ \| -------- \| \| A \| 24° 12′ S, 42° 18′ E / 24.2°S,42.3°E \| 25 km \| \| B \| 24° 42′ S, 41° 36′ E / 24.7°S,41.6°E \| 16 km \| \| C \| 22° 18′ S, 39° 30′ E / 22.3°S,39.5°E \| 18 km \| \| D \| 21° 00′ S, 45° 12′ E / 21.0°S,45.2°E \| 8 km \| \| E \| 22° 18′ S, 44° 48′ E / 22.3°S,44.8°E \| 12 km \| \| F \| 25° 30′ S, 41° 54′ E / 25.5°S,41.9°E \| 13 km \| \| G \| 22° 54′ S, 44° 30′ E / 22.9°S,44.5°E \| 5 km \| \| H \| 20° 24′ S, 42° 48′ E / 20.4°S,42.8°E \| 10 km \| \| J \| 19° 42′ S, 43° 18′ E / 19.7°S,43.3°E \| 14 km \| \| K \| 19° 06′ S, 43° 06′ E / 19.1°S,43.1°E \| 10 km \| \| L \| 21° 18′ S, 39° 24′ E / 21.3°S,39.4°E \| 8 km \| \| M \| 20° 24′ S, 39° 18′ E / 20.4°S,39.3°E \| 13 km \| \| N \| 20° 48′ S, 39° 36′ E / 20.8°S,39.6°E \| 13 km \| \| P \| 21° 18′ S, 40° 00′ E / 21.3°S,40.0°E \| 9 km \| \| Q \| 23° 12′ S, 39° 00′ E / 23.2°S,39.0°E \| 12 km \| \| R \| 23° 18′ S, 38° 54′ E / 23.3°S,38.9°E \| 5 km \| \| S \| 23° 30′ S, 39° 06′ E / 23.5°S,39.1°E \| 10 km \| \| T \| 24° 06′ S, 38° 06′ E / 24.1°S,38.1°E \| 5 km \| \| U \| 24° 00′ S, 38° 48′ E / 24.0°S,38.8°E \| 9 km \| \| V \| 24° 36′ S, 39° 18′ E / 24.6°S,39.3°E \| 7 km \| \| W \| 24° 18′ S, 40° 42′ E / 24.3°S,40.7°E \| 13 km \| \| X \| 25° 12′ S, 42° 30′ E / 25.2°S,42.5°E \| 7 km \| \| Y \| 25° 12′ S, 42° 54′ E / 25.2°S,42.9°E \| 8 km \| \| Z \| 25° 48′ S, 43° 06′ E / 25.8°S,43.1°E \| 5 km \| |          |
| Santbech | Coordenades | Diàmetre |
| A        | 24° 12′ S, 42° 18′ E / 24.2°S,42.3°E | 25 km    |
| B        | 24° 42′ S, 41° 36′ E / 24.7°S,41.6°E | 16 km    |
| C        | 22° 18′ S, 39° 30′ E / 22.3°S,39.5°E | 18 km    |
| D        | 21° 00′ S, 45° 12′ E / 21.0°S,45.2°E | 8 km     |
| E        | 22° 18′ S, 44° 48′ E / 22.3°S,44.8°E | 12 km    |
| F        | 25° 30′ S, 41° 54′ E / 25.5°S,41.9°E | 13 km    |
| G        | 22° 54′ S, 44° 30′ E / 22.9°S,44.5°E | 5 km     |
| H        | 20° 24′ S, 42° 48′ E / 20.4°S,42.8°E | 10 km    |
| J        | 19° 42′ S, 43° 18′ E / 19.7°S,43.3°E | 14 km    |
| K        | 19° 06′ S, 43° 06′ E / 19.1°S,43.1°E | 10 km    |
| L        | 21° 18′ S, 39° 24′ E / 21.3°S,39.4°E | 8 km     |
| M        | 20° 24′ S, 39° 18′ E / 20.4°S,39.3°E | 13 km    |
| N        | 20° 48′ S, 39° 36′ E / 20.8°S,39.6°E | 13 km    |
| P        | 21° 18′ S, 40° 00′ E / 21.3°S,40.0°E | 9 km     |
| Q        | 23° 12′ S, 39° 00′ E / 23.2°S,39.0°E | 12 km    |
| R        | 23° 18′ S, 38° 54′ E / 23.3°S,38.9°E | 5 km     |
| S        | 23° 30′ S, 39° 06′ E / 23.5°S,39.1°E | 10 km    |
| T        | 24° 06′ S, 38° 06′ E / 24.1°S,38.1°E | 5 km     |
| U        | 24° 00′ S, 38° 48′ E / 24.0°S,38.8°E | 9 km     |
| V        | 24° 36′ S, 39° 18′ E / 24.6°S,39.3°E | 7 km     |
| W        | 24° 18′ S, 40° 42′ E / 24.3°S,40.7°E | 13 km    |
| X        | 25° 12′ S, 42° 30′ E / 25.2°S,42.5°E | 7 km     |
| Y        | 25° 12′ S, 42° 54′ E / 25.2°S,42.9°E | 8 km     |
| Z        | 25° 48′ S, 43° 06′ E / 25.8°S,43.1°E | 5 km     |

### Altres referències
- (WGPSN), IAU Working Group for Planetary System Nomenclature. «Gazetteer of Planetary Nomenclature. 1:1 Million-Scale Maps of the Moon» (en anglès).  UAI / USGS, 13-02-2013. [Consulta: 6 abril 2016].
- Andersson, L. E.; Whitaker, E. A.,. NASA Catalogue of Lunar Nomenclature (en anglès).  NASA RP-1097, 1982.
- Blue, Jennifer. «Gazetteer of Planetary Nomenclature» (en anglès).  USGS, 25-07-2007. [Consulta: 2 gener 2012].
- Bussey, B.; Spudis, P.. The Clementine Atlas of the Moon (en anglès).  Nueva York: Cambridge University Press, 2004. ISBN 0-521-81528-2.
- Cocks, Elijah E.; Cocks, Josiah C.. Who's Who on the Moon: A Biographical Dictionary of Lunar Nomenclature (en anglès).  Tudor Publishers, 1995. ISBN 0-936389-27-3.
- McDowell, Jonathan. «Lunar Nomenclature» (en anglès).   Jonathan's Space Report, 15-07-2007. [Consulta: 2 gener 2012].
- Menzel, D. H.; Minnaert, M.; Levin, B.; Dollfus, A.; Bell, B. «Report on Lunar Nomenclature by The Working Group of Commission 17 of the IAU» (en anglès). Space Science Reviews, 12, 1971, pàg. 136.
- Moore, Patrick. On the Moon (en anglès).  Sterling Publishing Co, 2001. ISBN 0-304-35469-4.
- Price, Fred W. The Moon Observer's Handbook (en anglès).  Cambridge University Press, 1988. ISBN 0521335000.
- Rükl, Antonín. Atlas of the Moon (en anglès).  Kalmbach Books, 1990. ISBN 0-913135-17-8.
- Webb, Rev. T. W.. Celestial Objects for Common Telescopes, 6ª edición revisada (en anglès).  Dover, 1962. ISBN 0-486-20917-2.
- Whitaker, Ewen A. Mapping and Naming the Moon (en anglès).  Cambridge University Press, 2003. 978-0-521-54414-6.
- Wlasuk, Peter T. Observing the Moon (en anglès).  Springer, 2000. ISBN 1-85233-193-3.